# Presidential Cycling Tour of Turkey 2010
Presidential Cycling Tour of Turkey 2010 – 46. edycja wyścigu kolarskiego Presidential Cycling Tour of Turkey. W tej edycji wyścigu kolarze rozpoczęli rywalizację 11 kwietnia prologiem w Stambule, a zakończyli 18 kwietnia w Alanyi. Zwycięzcą 46. Tour of Turkey został Włoch Giovanni Visconti.

## Etapy

### Etap 1: 11 kwietnia 2010:Stambuł, 5,8 km
|   | Kolarz             | Drużyna           | Czas         |
| - | ------------------ | ----------------- | ------------ |
| 1 | André Greipel      | Team HTC-Columbia | 00:08:40,450 |
| 2 | Tejay van Garderen | Team HTC-Columbia | 00:08:46     |
| 3 | Maciej Bodnar      | Liquigas          | 00:08:49     |

|   | Kolarz             | Drużyna           | Czas         |
| - | ------------------ | ----------------- | ------------ |
| 1 | André Greipel      | Team HTC-Columbia | 00:08:40,450 |
| 2 | Tejay van Garderen | Team HTC-Columbia | 00:08:46     |
| 3 | Maciej Bodnar      | Liquigas          | 00:08:49     |

### Etap 2: 12 kwietnia 2010:Kuşadası–Turgutreis, 181 km
|   | Kolarz            | Drużyna                | Czas     |
| - | ----------------- | ---------------------- | -------- |
| 1 | André Greipel     | Team HTC-Columbia      | 04:40:33 |
| 2 | Angelo Furlan     | Lampre N.G.C           | 04:40:33 |
| 3 | Claudio Cucinotta | De Rosa - Stac Plastic | 04:40:33 |

|   | Kolarz             | Drużyna           | Czas     |
| - | ------------------ | ----------------- | -------- |
| 1 | André Greipel      | Team HTC-Columbia | 04:49:03 |
| 2 | Tejay van Garderen | Team HTC-Columbia | 04:49:19 |
| 3 | Maciej Bodnar      | Liquigas          | 04:49:22 |

### Etap 3: 13 kwietnia 2010:Bodrum–Marmaris, 166 km
|   | Kolarz            | Drużyna      | Czas     |
| - | ----------------- | ------------ | -------- |
| 1 | Giovanni Visconti | Team ISD     | 04:22:28 |
| 2 | Simon Špilak      | Lampre N.G.C | 04:22:28 |
| 3 | Rein Taaramäe     | Cofidis      | 04:22:28 |

|   | Kolarz            | Drużyna           | Czas     |
| - | ----------------- | ----------------- | -------- |
| 1 | Rein Taaramäe     | Cofidis           | 09:11:47 |
| 2 | Giovanni Visconti | Team ISD          | 09:11:48 |
| 3 | André Greipel     | Team HTC-Columbia | 09:11:53 |

### Etap 4: 14 kwietnia 2010:Marmaris–Pamukkale, 209 km
|   | Kolarz             | Drużyna           | Czas     |
| - | ------------------ | ----------------- | -------- |
| 1 | Giovanni Visconti  | Team ISD          | 05:46:10 |
| 2 | Tejay van Garderen | Team HTC-Columbia | 05:46:10 |
| 3 | David Moncoutié    | Cofidis           | 05:46:10 |

|   | Kolarz             | Drużyna           | Czas     |
| - | ------------------ | ----------------- | -------- |
| 1 | Giovanni Visconti  | Team ISD          | 14:57:48 |
| 2 | Tejay van Garderen | Team HTC-Columbia | 14:58:04 |
| 3 | David Moncoutié    | Cofidis           | 14:58:15 |

### Etap 5: 15 kwietnia 2010:Denizli–Fethiye, 221 km
|   | Kolarz           | Drużyna            | Czas     |
| - | ---------------- | ------------------ | -------- |
| 1 | André Greipel    | Team HTC-Columbia  | 06:09:17 |
| 2 | Mattia Gavazzi   | Colnago - CSF Inox | 06:09:17 |
| 3 | Kenny van Hummel | Skil-Shimano       | 06:09:17 |

|   | Kolarz             | Drużyna           | Czas     |
| - | ------------------ | ----------------- | -------- |
| 1 | Giovanni Visconti  | Team ISD          | 21:07:08 |
| 2 | Tejay van Garderen | Team HTC-Columbia | 21:07:24 |
| 3 | David Moncoutié    | Cofidis           | 21:07:35 |

### Etap 6: 16 kwietnia 2010:Fethiye–Finike, 194 km
|   | Kolarz          | Drużyna            | Czas     |
| - | --------------- | ------------------ | -------- |
| 1 | André Greipel   | Team HTC-Columbia  | 05:01:22 |
| 2 | Davide Cimolai  | Liquigas           | 05:01:22 |
| 3 | Manuel Belletti | Colnago - CSF Inox | 05:01:22 |

|   | Kolarz             | Drużyna           | Czas     |
| - | ------------------ | ----------------- | -------- |
| 1 | Giovanni Visconti  | Team ISD          | 26:08:30 |
| 2 | Tejay van Garderen | Team HTC-Columbia | 26:08:53 |
| 3 | David Moncoutié    | Cofidis           | 26:08:57 |

### Etap 7: 17 kwietnia 2010:Finike–Antalya, 114 km
|   | Kolarz            | Drużyna      | Czas     |
| - | ----------------- | ------------ | -------- |
| 1 | Elia Viviani      | Liquigas     | 02:52:24 |
| 2 | Giovanni Visconti | Team ISD     | 02:52:24 |
| 3 | Andrea Grendene   | Lampre N.G.C | 02:52:24 |

|   | Kolarz             | Drużyna           | Czas     |
| - | ------------------ | ----------------- | -------- |
| 1 | Giovanni Visconti  | Team ISD          | 29:00:48 |
| 2 | Tejay van Garderen | Team HTC-Columbia | 29:01:17 |
| 3 | David Moncoutié    | Cofidis           | 29:01:21 |

### Etap 8: 18 kwietnia 2010:Antalya–Alanya, 166 km
|   | Kolarz           | Drużyna           | Czas     |
| - | ---------------- | ----------------- | -------- |
| 1 | André Greipel    | Team HTC-Columbia | 03:41:40 |
| 2 | Angelo Furlan    | Lampre N.G.C      | 03:41:40 |
| 3 | Kenny van Hummel | Skil-Shimano      | 03:41:40 |

|   | Kolarz             | Drużyna           | Czas     |
| - | ------------------ | ----------------- | -------- |
| 1 | Giovanni Visconti  | Team ISD          | 32:42:28 |
| 2 | Tejay van Garderen | Team HTC-Columbia | 32:42:57 |
| 3 | David Moncoutié    | Cofidis           | 32:43:01 |

## Klasyfikacja generalna
|     | Kolarz              | Drużyna                | Czas     |
| 1   | Giovanni Visconti   | ISD – Neri             | 32:42:28 |
| 2   | Tejay van Garderen  | Team HTC – Columbia    | 0:00:29  |
| 3   | David Moncoutié     | Cofidis                | 0:00:33  |
| 4   | Gian-Paolo Cheula   | Footon-Servetto        | 0:00:54  |
| 5   | Christiano Salerno  | De Rosa – Stac Plastic | 0:01:48  |
| 6   | Yukihiro Doi        | Skil-Shimano           | 0:02:52  |
| 7   | Oscar Gatto         | ISD – Neri             | 0:03:48  |
| 8   | André Greipel       | Team HTC-Columbia      | 0:04:16  |
| 9   | Remi Pauriol        | Cofidis                | 0:05:05  |
| 10  | Christophe Kern     | Cofidis                | 0:05:13  |
| ... |                     |                        |          |
| 29  | Maciej Bodnar       | Liquigas               | 0:09:15  |
| 40  | Adrian Honkisz      | CCC Polsat             | 0:26:35  |
| 54  | Adam Sznitko        | CCC Polsat             | 0:35:54  |
| 57  | Dariusz Batek       | CCC Polsat             | 0:40:33  |
| 64  | Tomasz Kiendyś      | CCC Polsat             | 0:51:26  |
| 68  | Bartłomiej Matysiak | CCC Polsat             | 0:52:03  |
| 74  | Krzysztof Jeżowski  | CCC Polsat             | 1:01:12  |
| 78  | Lukasz Bodnar       | CCC Polsat             | 1:06:19  |
| 80  | Maciej Paterski     | Liquigas               | 1:15:05  |
| --- | ------------------- | ---------------------- | -------- |